# Масакр у Бучи
Масакр у Бучи (укр. Бучанська різанина) био је низ ратних злочина у украјинском граду Бучи, који су се десили марта 2022. за време инвазије Русије на Украјину и руске окупације овог града. Према украјинским изворима, злочине су починили припадници 64. моторизоване пешадијске бригаде Руске војске из Хабаровског краја на далеком истоку Русије. Као главног одговорног по командној одговорности Украјинци сматрају потпуковника Атзабека Омурбекова. Према речима градоначелника Буче и других локалних власти, око 1.300 тела је извучено из града и околине, укључујући 31 дете.
На фотографијама су приказани лешеви цивила са рукама везаним на леђима, упуцани из непосредне близине, што је наводно дало доказ да су извршена погубљења по преком поступку. У истраживању Радија Слободна Европа објављено је наводно коришћење подрума испод кампа као коморе за мучење. Многа тела су пронађена унакажена и спаљена, а 25 девојака између 14 и 25 година старости, пријавило је да су их руски војници током окупације силовали.  Украјинске власти на почетку су саопштиле да је убијено више од 300 становника града, описале покољ као геноцид и затражиле од Међународног кривичног суда да истражи шта се догодило у Бучи у оквиру своје текуће истраге о руској инвазији како би се утврдило да ли је почињен низ руских ратних злочина или злочина против човечности.
Руске власти су негирале одговорност и тврдиле да је Украјина лажирала снимке догађаја или је сама убиства инсценирала као операцију под лажном заставом, као и да су снимци и фотографије мртвих тела лажне вести.

## Позадина
Инвазија Русије на Украјину почела је 24. фебруара 2022, око 5 сати ујутро по кијевском времену, широком војном инвазијом снага Руске Федерације на Украјину из правца Русије, Белорусије и Крима, а у борбе су се укључиле и јединице Доњецке Народне Републике (ДНР) и Луганске Народне Републике (ЛНР). Војске су кренуле у офанзиву на четири главна правца – са севера према Кијеву, са североистока према Харкову, са југоистока од Донбаса и са југа од Крима. Сукоб између Руске Федерације и Украјине почео је 2014. године после Евромајдана, након чега је уследило руско анектирање Крима и сукоби на подручју Донбаса.
Оружане снаге Руске Федерације ушле су 21. фебруара у регион Донбас у источној Украјини. Дана 24. фебруара, око 5 часова по локалном времену, председник Русије — Владимир Путин, најавио је „специјалну војну операцију” у источној Украјини. Неколико минута касније, почели су ракетни удари на локацијама широм Украјине, укључујући престоницу Кијев. Украјинска гранична служба саопштила је да су нападнути њени гранични прелази са Русијом и Белорусијом. Два сата касније копнена војска Русије је ушла у земљу. Председник Украјине Володимир Зеленски је одговорио доношењем ванредног стања, прекидом дипломатских односа са Русијом и најавом опште мобилизације.  Као оправдање за инвазију, Путин је навео потребу заштите ДНР и ЛНР и саме Русије, а такође је употребио карактеризацију Украјине као неонацистичке државе.

### Битка за Кијев
Иако су у почетку рата, руске ваздушно-десантне снаге покушавале заузети стратешки важане аеродроме Антонов у околини Кијева, како би преко њих могле доводити појачања, линије фронта су се на крају помериле на северозападна кијевска предграђа попут Буче, Ирпиња и др., где су се развиле жестоке борбе између колона руских копнених снага с једне и украјинске војске и Територијалне одбране с друге стране. Један од главних путева од севера према Кијеву, пролазио је кроз град Бучу, па су на овом месту украјинске снаге постављале заседе колонама руских возила, наносећи им немале губитке. У периоду од 27. фебруара до 14. марта, Буча је неколико пута наизменично падала под контролу једне војске, а затим је била враћена под контролу друге војске. На крају, 31. марта Руси су се повукли из Буче, а за њима су у град ушле украјинске снаге, чистивши последње остатке руске војске.

## Откриће масакра
Крајем марта, пре руског повлачења из Кијева, генерална тужитељка Украјине Ирина Венедиктова изјавила је да су украјински тужиоци прикупили доказе о 2.500 сумњивих случајева ратних злочина које је Русија починила током инвазије и идентификовали „неколико стотина осумњичених“. Матилда Богнер, шеф посматрачке мисије УН-а за људска права у Украјини, такође је изразила забринутост у вези са прецизном документацијом цивилних жртава посебно у регионима и градовима под тешком ватром, наглашавајући недостатак струје и поуздане комуникације.
Под нападом украјинске војске, руске трупе у области Буче повукле су се на север у оквиру општег повлачења Русије из области Кијева. Украјинске снаге ушле су у Бучу 1. априла 2022. године.
Недуго након повратка Украјинаца, у Бучу су ушле и међународне новинарске екипе, које су откриле гомиле убијених цивила који су лежали по улицама града. Призори на које су наишли, одавали су утисак људи који су убијени током уобичајених активности попут вожње бицикла. Део пронађених људи убијен је с рукама везаним на леђима, након чега им је пуцано у потиљак. Једном мушкарцу кундаком је смрскана глава, а други је неколико пута био упуцан у груди. Према речима градоначелника Буче, Анатолија Федорука, који каже да је лично сведочио неким убиствима: „Руси су пуцали у три цивилна аутомобила која су покушали побећи”, а „напали су и трудну жену, чији је супруг вриштао и молио да је не убију, али су ју упуцали”. Једна Украјинка рекла је да су њој и њеном супругу у кућу упали руски војници, који су тражили да им кажу: „где су нацисти у Бучи”. Након тога су оптужили украјинску власт да је нацистичка, њеног супруга су у папучама одвели изван куће, наредили му да скине кошуљу, клекне, те га потом убили. Код цркве у Бучи, откривена је масовна гробница, у којој је према писању Москов Тимеса покопано 57 људи. Двадесет и пет девојака између 14 и 25 година старости, пријавило је да су их руски војници током окупације силовали. Министарство одбране Украјине објавило је како су наишли на разбацане лешеве по улицама и на аутопуту двадесетак километара изван Кијева. Неколико голих женских тела које су починитељи покушали спалити, пронађено је поред пута.
Иако је Русија тврдила да је тела жртава исценирала украјинска страна након повлачења руских трупа, то је било у супротности са сателитским снимцима од средине марта које је Макар Технолоџиз доставио Њујорк тајмсу. Слике Јаблонске улице приказују најмање 11 „тамних објеката сличне величине људском телу“ који се појављују између 9. и 11. марта. Појавили су се у потпуно истим положајима као тела која је касније снимио члан градског већа 1. априла, након што су украјинске снаге повратиле град. Други снимак исте улице приказује три тела у близини бицикала и напуштених аутомобила, који су се први пут појавили између 20. и 21. марта према сателитским снимцима. Тајмс је 4. априла закључио да су „многи цивили убијени пре више од три недеље, када је руска војска контролисала град“ и да слике побијају руске тврдње о супротном. Би-Би-Си Њуз је дошао до истог закључка.
Сателитски снимци су такође показали прве знаке ископавања масовне гробнице у Бучи 10. марта. До 31. марта проширена је у „ров од отприлике 14 метара у југозападном делу области у близини цркве“.
На видео снимку са дрона који је верификовао Њујорк тајмс виде се два руска оклопна возила како пуцају на цивила који вози бицикл. На посебном видео снимку, снимљеном након руског повлачења, види се мртва особа у цивилној одећи која одговара снимку са дрона, како лежи поред бицикла.
Њујорк тајмс је 19. маја објавио видео снимке на којима се види како руски војници одводе групу цивила, а затим их терају да легну на земљу. Мртва тела мушкараца касније су снимљена дроном на месту где је снимак снимљен, а тела су касније пронађена након што је Украјина повратила контролу над градом. На снимцима се јасно виде убијени мушкарци у руском заробљеништву неколико минута пре погубљења и потврђују искази очевидаца. Војници одговорни за убиства били су руски падобранци.

## Број жртава
Не зна се тачан број убијених. Након повратка украјинске војске у град, процењено је да су руске снаге убиле у овом масакру преко 300 украјинских цивила. Број погинулих унутар и око града Буче износио 410 људи. До 19. априла пронађено је на градским улицама, у зградама и масовним гробницама 412 тела, изјавио је градоначелник Буче Анатолиј Федорук.
16. маја 2022, Би-Би-Си је известио да је више од 1.000 цивила убијено у региону Буче током месеца под руском окупацијом, али већина није умрла од гелера или гранатирања. Више од 650 су убили руски војници.
Од 13. јуна 2022. украјинске власти су саопштиле да је у Бучи и околини откривено 1.316 тела од повлачења руске војске. Истог дана још седам жртава извучено је из шумске гробнице. Двојици од њих руке су биле везане на леђима и имали су ране од ватреног оружја на коленима, за које је локална полиција рекла да су указивали на мучење.
Званичници су 8. августа 2022. објавили број смртних случајева цивила само у граду Буча: 458 тела, 419 са ранама од метака, мучења или насилне трауме, и 39 очигледно природних узрока, али су испитани због њихове везе са Русима. 366 је било мушкараца, 86 жена, а пет је непознатог пола због њиховог стања. Деветоро је било деце. 50 тела је остало неидентификовано, заједно са деловима тела и пепелом.

## Реакције
- Украјинске власти упоредиле су масакр са сличним ратним злочинима који су се догодили на подручју бивше Југославије, као што је масакр у Сребреници 1995. године. Украјински министар одбране Олексиј Резников масакр у Бучи, успоредио је са злочинима почињеним након пада Вуковара.[48]
- Руске власти су негирале одговорност и тврдиле да је Украјина лажирала снимке догађаја или је сама убиства инсценирала као операцију под лажном заставом,[18] као и да су снимци и фотографије мртвих тела лажне вести.[19]
- Предсједник Сједињених Америчких Држава Џозеф Бајден назвао је злочине у Бучи „срамотнима” и додао да би Владимиру Путину требало судити за ратне злочине.[49]
- Премијер Уједињеног Краљевства Борис Џонсон изјавио је да злочини у Бучи „нису далеко од геноцида”.[50]
- Француски председник Емануел Макрон позвао је на додатне санкције усмерене против руских енергената.[51]
- Шефица Европске комисије, Урзула фон дер Лајен, посетила је Бучу 9. априла 2022., изјавивши да се „цели свет тугује с људима Буче” и да су они ти који бране границе Европе. Такође је обећала моралну подршку и финансијску помоћ.[52]
- Индија је осудила убиства у Бучи и позвала на независну истрагу.[53]
- Кинеске власти изјавиле су да су слике из Буче: „дубоко узнемирујуће”, али никога није прозвала док не буду познате све чињенице.[54]